# Saint-Menoux
 Saint-Menoux  là một xã ở tỉnh Allier thuộc miền trung nước Pháp.